# Georg Philipp Rugendas

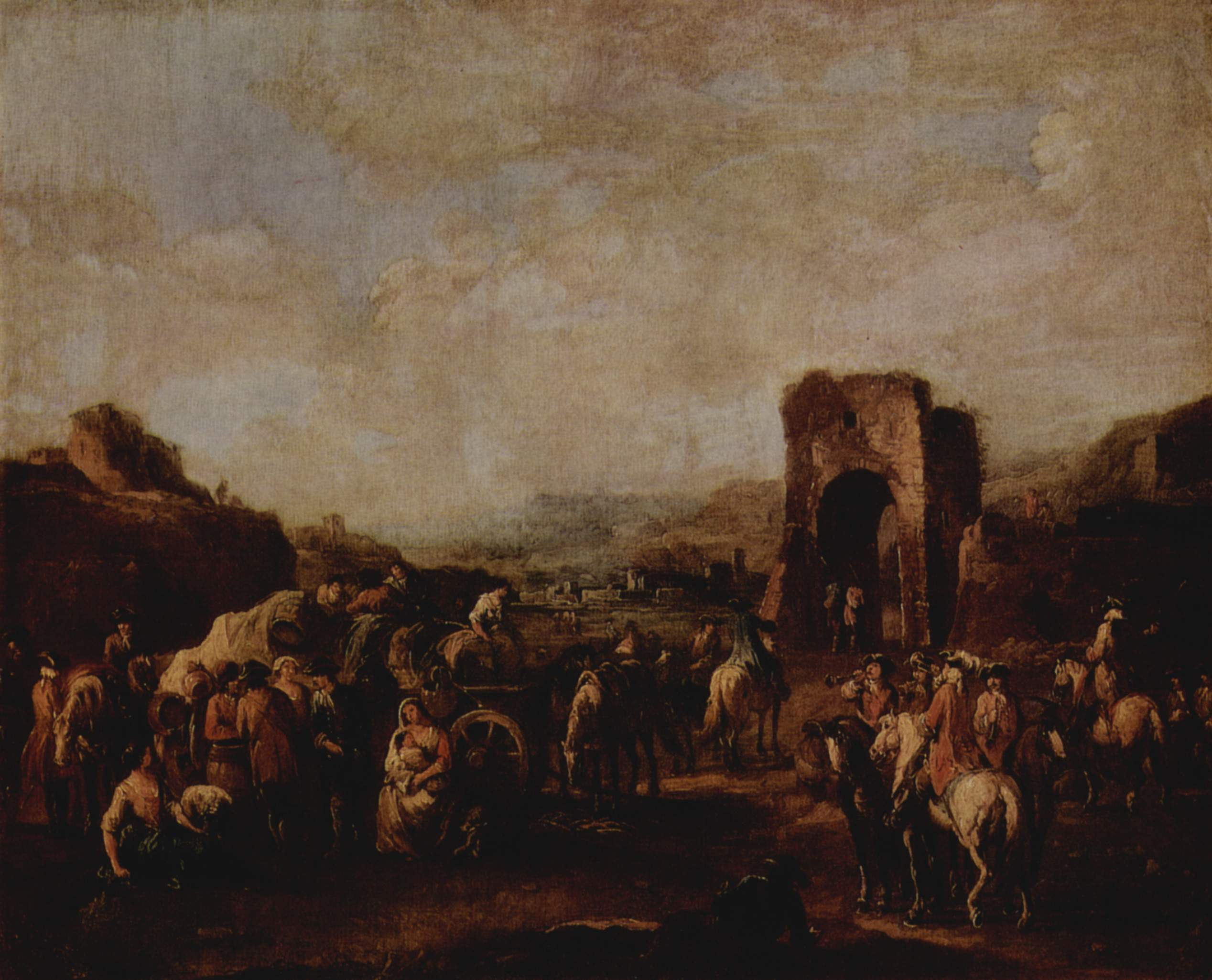
Kriegslager (1702/03)

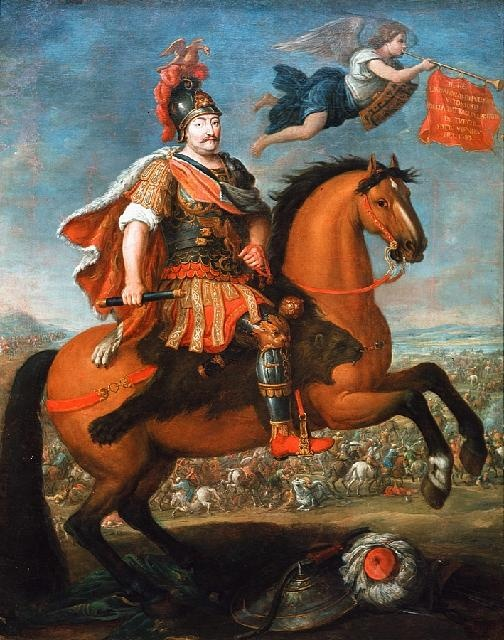
Reiterporträt Johann III. Sobieski (um 1690)

Georg Philipp Rugendas (* 27. November 1666 in Augsburg; † 10. August 1742 ebenda) war ein deutscher Maler und Kupferstecher, der überwiegend in seiner Heimatstadt tätig war. Er ist der Gründervater der bedeutenden Künstlerfamilie Rugendas des 18. und 19. Jahrhunderts, welche außer ihm noch bedeutende Maler wie Moritz Rugendas hervorgebracht hat.

## Leben

### Herkunft
Der Namensendung –as wegen, die gewöhnlich weder im Französischen noch Deutschen vorkommt, vermutet man den Ursprung der Familie in Nordwestspanien. Über Frankreich und das hessische Melsungen kamen seine Vorfahren nach Augsburg, wohl aus religiösen Gründen, denn die Familie war protestantisch. Rugendas’ Großvater Nikolaus I. Rugendas (1575–1658) ließ sich 1608 in Augsburg nieder und arbeitete als erfolgreicher Uhrmacher. Der Vater Nikolaus II. Rugendas hatte mit Anna Marie (geb. Kreuther) außer Georg Philipp noch zwölf weitere Kinder, von denen nur Nikolaus III. Rugendas die Familientradition des Uhrenmachens fortführte.

### Leben
Georg Philipp Rugendas wurde am 27. November 1666 in Augsburg in einer wohlhabenden Uhrmacherfamilie geboren. Von 1683 bis 1687 absolvierte er eine Lehre beim Augsburger Historienmaler Isaak Fisches. Eine eitrige Fistel an der rechten Hand bereitete ihm große Probleme und es war unklar, ob er überhaupt seine Lehre würde fortsetzen können. So versuchte er einfach, mit der linken Hand zu malen. Auf allen Porträts ist er demnach mit dem Pinsel in der linken Hand zu sehen. Im Jahre 1689 führte ihn eine Studienreise nach Rom. In den Jahren 1690 bis 1692 hielt er sich in Wien auf, wo er einflussreiche Beziehungen knüpfte. 1692 reiste er nach Venedig weiter. Während seines 14-monatigen Aufenthalts besuchte er dort die Akademien und erhielt erste Aufträge. Im nächsten Jahr war er wieder in Rom, wo er an der Accademia di San Luca studierte und antike Ruinen und Skulpturen zeichnete. Wegen des Todes seines Vaters kehrte er 1695 nach Augsburg zurück. Zwei Jahre später heiratete er Anna Barbara Haid, die aus einer Augsburger Künstlerfamilie stammte, die überwiegend Goldschläger und Kupferstecher hervorbrachte. Insgesamt heiratete er dreimal (1697, 1732, 1734).
1698 kam es zu einem Beschwerdebrief der in der Zunft organisierten Maler an den Augsburger Stadtrat. Rugendas und einige andere Künstler, darunter auch sein Lehrmeister Fisches, wollten sich nicht als Handwerker, sondern als freie Künstler verstehen und sich nicht mehr den Einschränkungen der Zunft unterwerfen.
1703/1704 wird Augsburg im Spanischen Erbfolgekrieg durch bayrische und französische Truppen belagert und besetzt. Rugendas fertigte viele Darstellungen des militärischen Geschehens an. 1710 wurde er zum protestantischen Direktor der „reichsstädtischen Kunstakademie“, nach der paritätischen Stadtverfassung von 1648 mussten alle wichtigen Ämter von einem Katholiken und einem Protestanten besetzt werden. Die Akademieräume wurden im städtischen Metzgerhaus untergebracht und bestanden aus insgesamt zwei Räumen. Ihr Ziel war es, Augsburger Künstlern und Lehrlingen im Zeichnen nach lebenden Modellen zu unterrichten.
Neben Johann Elias Ridinger war auch Rugendas einer der Lehrer von Johann Jacob Haid, der 1726 zur Ausbildung nach Augsburg gekommen war.
Am 10. Mai 1742 starb Rugendas infolge eines Schlaganfalls. Vier Tage später wurde er auf dem evangelischen Friedhof bei St. Stephan begraben.

### Nachkommen
Seine Söhne Georg Philipp Rugendas (1701–1774), Christian Rugendas (1708–1781) und Jeremias Gottlob Rugendas (1710–1772) waren ebenfalls als Kupferstecher und Radierer, besonders in der Schabkunst und dann auch in der Aquatinta, tätig. Auch später kamen aus der Familie bekannte bildende Künstler, so Johann Lorenz Rugendas (1775–1826) und dessen Sohn Moritz (1802–1858).

## Künstlerisches Schaffen
Rugendas war ein Sonderfall, da er sich nicht auf die populäre Historienmalerei, sondern auf die Schlachten- und Pferdemalerei spezialisierte. Er lebte vorwiegend in der freien Reichsstadt Augsburg und reiste bis auf seine Lehrjahre wenig. Deshalb nimmt man an, dass die meisten seiner Schlachtenbilder sich nicht auf einen konkreten Ort oder ein Ereignis bezogen, sondern allgemein gemalt und auf Vorrat gehalten werden konnten. Es handelte sich demnach um Schlachtenbilder, die im Gegensatz zum narrativen oder topographisch-analytischen Schlachtenbild kein besonderes Ereignis wiedergeben, sondern eher für dekorative Zwecke bestimmt waren, anstatt zu dokumentieren. Über Mittelsmänner wurden diese Gemälde dann weiterverkauft, was durch einen Notverkauf von fast 50 Gemälden im Jahre 1714 bestätigt wird. Rugendas malte überwiegend Schlachtenbilder, die sich auf eine kleine Anzahl von Reitern beschränkten und keine wichtigen historischen Persönlichkeiten zeigten. Die nationale Zuordnung von Soldaten wird auch vermieden. Stattdessen verwendete er die allgemeine Soldatenmode seiner Zeit. So konnte er frei und ungebunden an inhaltliche und formale Vorgaben sich der Kunst widmen. Er malte auch Ereignisse, die vor oder nach den Schlachten stattfanden, wie zum Beispiel den Aufbruch zur Schlacht und Abzug des Heeres. Ebenso negative Begleiterscheinungen, wie Plünderungen. Dargestellt wurde auch das personelle Umfeld der Soldaten, wie Marketenderinnen und Prostituierte.
Die Orte der Handlungen spielten sich bei ihm immer um Pferde ab. Seine erfolgreichste Schaffenszeit war zwischen 1702 und 1716, die sich in etwa mit dem Spanischen Erbfolgekrieg (1701–1714) deckt, der halb Europa in einen Kriegsschauplatz verwandelte. Zu seinen Kunden zählten prominente und mächtige Fürsten wie der Fürst von Liechtenstein, der immer noch ein Rugendasbild in seiner Sammlung hält oder Fürstbischof Lothar Franz von Schönborn, Erzbischof von Mainz und Bischof von Bamberg.
Sieben Gemälde konnten bisher einer konkreten Kriegsszene zugeordnet werden, darunter das 1691 gemalte Bild Die Befreiung Wiens. In diesem früheren Werk zeigen sich bereits die Wesensmerkmale seiner Kunst: die Konzentration des Bildgeschehens im Vordergrund, auf genau beobachtete hochdramatische Kampfszenen, die Ordnung der Menschenmassen mittels parallel sich staffelnder, heller und dunkler Streifen von Reitergeschwadern und einer entsprechenden Abfolge einfallender Lichtstreifen sowie der Wechsel von detaillierten Darstellungen im Vordergrund in die Skizzenhaftigkeit.
Seine Bilder kennzeichnet die Vorliebe für dunkle Erdtöne, von Oliv-Grün bis Rotbraun. Seine Ereignisbilder beziehen sich oft auf Belagerungen von Städten, wie er sie selber in den Jahren 1703/1704 in Augsburg miterlebt hat. Seine Erfahrungen schlugen sich in seiner Malweise nieder. Ab da stellte er den Krieg kenntnisreicher und detailgenauer und weniger heroisierend dar.
Rugendas hat zudem viele Zeichnungen hinterlassen. Die meisten waren eher dienender Natur, also Studien, Skizzen usw. Seine Skizzen zeichnet aus, dass die Idee nicht auf dem Papier entsteht, sondern schon vorbereitet scheint, so dass das Suchen nach der Bildidee, das Vorläufige und das Unfertige fehlen. Ein typischer Zeichenstil ist bei ihm nicht feststellbar, da Rugendas’ Bemühungen sich auf das genaue Darstellen der Objekte richtete, und das Endprodukt (Gemälde/Grafik) das Ziel war.
Es lässt sich im Laufe seines Lebenswerkes eine Entwicklung feststellen. Das Malerische der frühen Jahre geht über ins Lineare, die Spontaneität der Linie und der Lavierung verhärtet sich. In jungen Jahren zeichnet er viel mit schwarzer Kreide oder Rötel, was einen dickeren Strich ergibt. Auf ein Skizzenblatt platziert er übersichtlich acht bis zehn Gestalten. Später verwendet er meist Bleistift, die Gestalten verdichten sich und überschneiden sich teilweise. Dabei studierte er sein Leben lang meist Bewegungen und Haltungen von überwiegend kämpfenden und arbeitenden Soldaten. In seinen Skizzen von Reitern zeichnete er nur die Reiter, nicht aber die Pferde. Es sind auch nur wenige Zeichnungen von Pferden erhalten.

## Werke (Auszug)
- Reitergefecht zwischen Kaiserlichen und Türken, um 1700, Öl auf Leinwand, Heeresgeschichtliches Museum, Wien
- Reitergefecht, um 1700, Öl auf Leinwand, Heeresgeschichtliches Museum, Wien
- Reiterporträt Johann III. Sobieski, um 1690, Öl auf Leinwand, 141 × 96,5 cm, Nationalmuseum, Krakau
- Kriegslager, 1702/03, Öl auf Leinwand, 76 × 94 cm, Eremitage, Sankt Petersburg
- Zwey Gegenbilder. Militarische Vorstellungen; mit sehr vielen Figuren zu Pferde und zu Fuss.[1]
- „Pandurenüberfall“, „Raubüberfall“, „Dorfplünderung“ und „Feldlager“, vier Gemälde, Öl auf Leinwand, im ersten Vorzimmer im Kaiserappartement der Neuen Residenz in Bamberg